# 郵政記念日

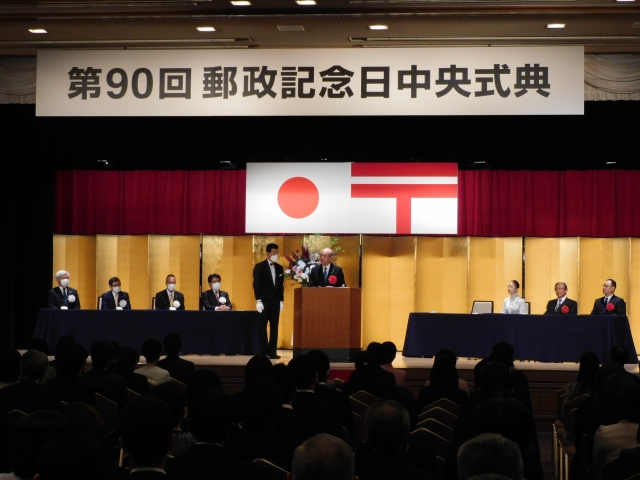
第90回郵政記念日中央式典（2023年4月20日）

郵政記念日（ゆうせいきねんび）とは1871年4月20日（明治4年3月1日）に日本でそれまでの飛脚制度に代わり、郵便制度が始まったことに因む記念日である。

## 制定
1934年（昭和9年）に一般会計から分離して通信事業特別会計が創設されたことに伴う記念事業の一環として、逓信省によって4月20日を逓信記念日（ていしんきねんび）として制定した。
逓信省が1949年（昭和24年）6月1日に郵政省と電気通信省の2省に分割され逓信記念日は郵政省に引き継がれたため、翌1950年（昭和25年）からは郵政記念日と改称して記念行事が行われるようになった。
1959年（昭和34年）に郵政省の省名を逓信省に復帰させる法律案が国会に提出され同年2月に衆議院では可決されたため参議院でも可決されることを見越して同年4月20日の開催行事を逓信記念日の名称で実施し、これ以降は逓信記念日の名称が使用されることとなった。省名を逓信省に復帰させる法律案は結局は参議院で「逓」の文字を使用することに慎重な意見が多数を占めたため実現しなかったのだが、記念日の名称はそのまま逓信記念日が使われることとなった。
2001年（平成13年）の中央省庁再編に伴い郵政事業庁が設置され、また将来の公社化が予定されていたため、この年の4月20日実施分からは再び郵政記念日の名称で実施されることとなった。

## イベント
郵政記念日には郵政関係者の表彰が行われている。かつては全日本切手展が行われていたが、2014年以降は7月開催となっている。